# Rachid Mimouni
Rachid Mimouni (arabisch رشيد ميموني, DMG Rašīd Maymūniyy; * 20. November 1945 in Boudouaou; † 12. Februar 1995 in Paris) war ein algerischer Autor, Lehrer und Menschenrechtsaktivist.
Mimouni schrieb Romane und Erzählungen über die algerische Gesellschaft in einem realistischen Stil. Er wurde von Militanten bedroht, da er gegen eine Bewegung vorging, die er als Basis von archaischen Vorstellungen beschrieb, die aber in der heutigen Zeit irrelevant sei.

## Leben
Rachid Mimouni kam in Boudouaou als Kind einer armen Familie zur Welt. Er studierte Naturwissenschaften an der Universität von Algerien und Montréal, bevor er Lehrer an der École supérieure du commerce Unternehmensschule wurde. Er war Präsident der Kateb-Yacine-Stiftung. Im Jahr 1994 flüchtete er von Algerien über Marokko nach Frankreich, um dem Bürgerkrieg und den Morden an Intellektuellen zu entkommen. Anfang 1995 verstarb er an Hepatitis.

## Werke
- Le printemps n’en sera que plus beau. (1978)
- Le Fleuve détourné. (1982) (dt.: 	Der Fluß nahm einen anderen Lauf. Aus dem Französischen übersetzt von Holger Fock und Sabine Müller. Hamburg: Rotbuch, 1998, ISBN 978-3880224735).
- Une paix à vivre. (1983)
- Tombéza. (1984). (dt.: Namenlos. Aus dem Französischen von Bernhard Thieme. Berlin: Volk und Welt, 1989, ISBN 978-3353005649; Lizenzausgabe BRD: Tombeza. Köln: Pahl-Rugenstein, 1989, ISBN 978-3760970295).
- L’Honneur de la tribu. (1989) (dt.: Die Stammesehre. Aus dem Französischen von Thomas Dobberkau. Mainz: Kinzelbach, 1996, ISBN 978-3927069336).
- La ceinture de l’ogresse. (1990) (dt.: Hinter einem Schleier aus Jasmin. Aus dem Französischen von Holger Fock. Berlin: Rotbuch, 1992, ISBN 978-3880227866).
- Une peine à vivre. (1991)
- De la barbarie en général et de l’intégrisme en particulier. (1992)
- La Malédiction. (1993) (dt.: Der Fluch. Aus dem Französischen von Karin Rick. Innsbruck: Haymon, 1994, ISBN 978-3852181776).

## Auszeichnungen
- Preis der Internationalen Filmfestspiele von Cannes für L’honneur de la tribu (1990)
- Preis des Fraco-Arab Filmfestival für L’honneur de la tribu (1990)
- Preis des l’Académie française (Académie française Award) mit La ceinture de l’ogresse (1991)
- Preis des Hassan II des Quatre Jurys (Hassan II Four Juries Award) für die Vervollständigung des Werkes (1992)
- Preis des Albert Camus (Albert Camus Award) für Une peine à vivre et De la barbarie en général et de l’intégrisme en particulier (1993)
- Preis des Liberté Littéraire (Literary Freedom Award) für La malédiction (1994)
- Preis des spécial Grand Atlas (Special Grand Atlas Award) für die Vervollständigung des Werkes (1995)